# ضفدع الماء الأخضر
ضفدع الماء الأخضر أو جزاع أخضر (الاسم العلمي: Pelophylax ridibundus)، نوع من ضفدع الماء هي أكبر ضفدعة أصلية في أوروبا وتنتمي إلى فصيلة الضفادع الحقيقية. ويوجد في روسيا الآسيوية وفي الجزء الأكبر من أوروبا وغرب إيران وأفغانستان، ومن شرق آسيا حتى كاليفورنيا. وفي السعودية.